# Каспер (филм)
Каспер (енгл. Casper), амерички је филм из 1995. у режији Бреда Силберлинга, а главне улоге тумаче Кристина Ричи, Бил Пулман, Кејти Моријарти и Ерик Ајдл.
Кериган Критенден ангажује стручњака за паранормално, др Џејмса Харвија, да истера духове из њене виле. Ситуација се мења када се Харвијева ћерка спријатељи са Каспером, пријатељским духом.

## Радња
Пошто је од сопственог оца, богатог Керигана, наследила само имање Випстаф у граду Пријатељства, размажена Кетрин Критенден се нада да ће тамо пронаћи скривена блага, али на имању сусреће три зла духа „Трија духова”. Покушаји да се отарасе духова уз помоћ ангажованих егзорциста, ловаца на духове и грађевинских радника пропадају.
У овом тренутку, дух Каспер, који такође живи на имању и сања да пронађе пријатеља, сазнаје из ТВ вести о др Џејмсу Харвију, који тражи контакт са својом преминулом вољеном супругом Амелијом. Доктор има ћерку тинејџерку Кетлин, којој се Каспер одмах допао, а дух организује да др Харви сазна о Кетрин Критенден из ТВ вести и позове га да ради на имању.
Кет се не свиђа оно што њен отац ради, али она прелази у пријатељство са њим. Каспер покушава да се спријатељи са Кет, плаши је, али после неког времена осваја њено поверење.
У школи, Кет импресионира своје нове другове из разреда живећи на имању Випстаф и пристаје да организује забаву за Ноћ вештица. Амбер и Вик, Кетини другови из разреда, планирају да је понизе на забави.
У исто време, др Харви, који је у почетку био уплашен од три духа, покушава да их уразуми како би их натерао да напусте имање. Сазнаје да познају Амелију. У замену за његово обећање да ће оставити духове на миру, сабласни трио обећава да ће га спојити са Амелијом.
Кет сазнаје да се Каспер не сећа ничега о свом бившем животу и обнавља своју дечију собу. Каспер препознаје своје ствари, сећа се прошлости и јавља да је његов отац био проналазач и да је након синовљеве смрти направио Лазарус машину, која може да оживи мртве, али је еликсир потребан за ову трансформацију створио само за једну особу. Кет и Каспер проналазе „Лазара”, али Кетрин Критенден и њен помоћник Пол „Дибз” Плачер пришуњају им се иза леђа и краду еликсир када је Кет желела да Каспера претвори у човека. Критенден и Плачер планирају да користе машину, мислећи да ће уз помоћ „Лазара” доћи до богатства и бесмртности. Критенден покушава да убије Плачера, али сама умире и постаје дух.
Др Џејмс постаје депресиван након што је сабласни трио играо њега и Амелију и случајно умире.
У соби са „Лазаром”, побеснели Критенден проналази скривено благо и баца Дибса кроз прозор јер ју је преварио. Каспер и Кет преваре Катерину да каже да нема недовршеног посла на земљи и да одлази у загробни живот. Након што Критенден ов дух нестане, ковчег с благом пада и отвара се да би открио да је благо Касперова бејзбол лопта коју је потписао легендарни играч бејзбола.
Џејмсов дух се враћа кући са три духа, а Каспер жртвује своју шансу да се врати у живот за Кетиног оца.
Забава почиње на имању. Сабласни трио плаши Амбер и Вика, уништавајући њихов план да глуме Кет. Анђео Амелија се састаје са Каспером и у замену за његову саможртву дозвољава му да се накратко пресели у своје физичко тело да би плесао са Кет. Амелија се тада састаје са Џејмсом и говори му да нема недовршеног посла на земљи јер је била срећна са својом породицом и саветује Џејмса да крене даље. Каспер плеше са Кет, претварајући се поново у духа тачно у десет сати.